# اچ‌دی ۱۱۹۶۴
اچ‌دی ۱۱۹۶۴ یک ستاره است که در صورت فلکی نهنگ قرار دارد.